# نادی‌کینیژ
نادْیْ‌کینیژ (به مجاری:  Nagykinizs) یک شهرداری در مجارستان است که در بورشود-آبااوی-زمپلن واقع شده‌است. نادی‌کینیژ ۶٫۵۷ کیلومتر مربع مساحت و ۳۵۱ نفر جمعیت دارد.